# Currie Cup
Der Currie Cup (afrikaans: Curriebeker) ist der führende Wettbewerb für Rugby Union in Südafrika. Nach dem Hauptsponsor, der Biermarke Carling, wird der Wettbewerb auch als Carling Currie Cup bezeichnet. Vertreten sind 17 Mannschaften (9 in der Premier Division und 8 in der First Division), die ganze Provinzen oder einzelne bedeutende Regionen innerhalb der Provinzen vertreten. Obwohl der Wettbewerb um den als Currie Cup bezeichneten Pokal bereits seit 1889 existiert, entwickelte sich erst 1968 daraus eine jährlich ausgetragene Meisterschaft.

## Geschichte

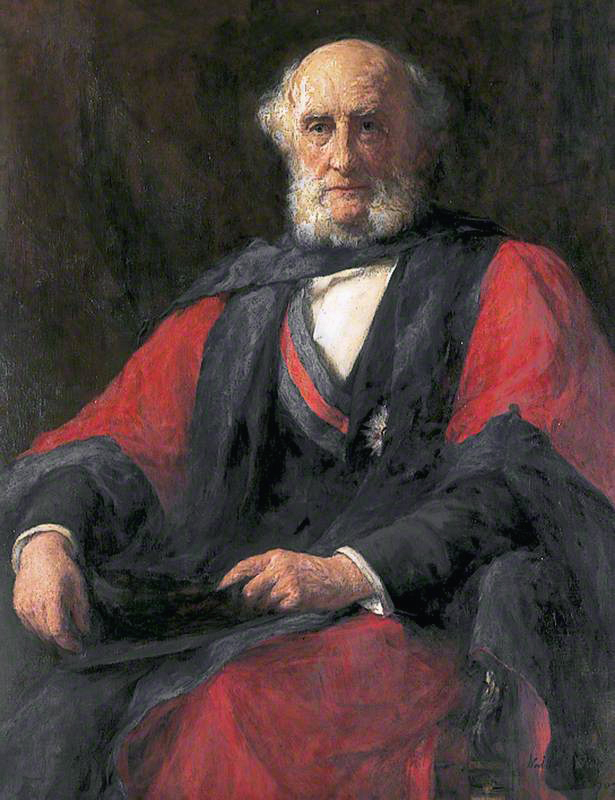
Donald Currie stiftete sowohl im Cricket als auch im Rugby den Currie Cup

Der Wettbewerb begann 1884 als bescheidenes Kräftemessen zwischen einzelnen Städten. Als 1889 der erste Verband, der South African Rugby Board, gegründet wurde, beschloss man, einen nationalen Wettbewerb zu organisieren. Daran teilnehmen sollten Auswahlmannschaften aller wichtiger Teilverbände. Beim ersten Turnier, das in Kimberley stattfand, waren dies Western Province, Griqualand West, Transvaal und Eastern Province. Erster Sieger wurde Western Province, die Mannschaft erhielt als Auszeichnung einen vom Verband gestifteten Silberpokal, der heute im Rugbymuseum in Kapstadt ausgestellt ist.
Ab 1889 wurde in unregelmäßigen Abständen ein Turnier veranstaltet. Es vergingen jedoch Jahrzehnte, bis sich daraus eine jährliche Meisterschaft entwickelte. Diese fand erstmals 1968 statt und wurde von den Blue Bulls aus dem Norden Transvaals gewonnen. Die Meisterschaft wird seither von Western Province und den Blue Bulls dominiert; nur vereinzelt gelang es anderen Mannschaften, den Currie Cup zu gewinnen.

## Trophäe

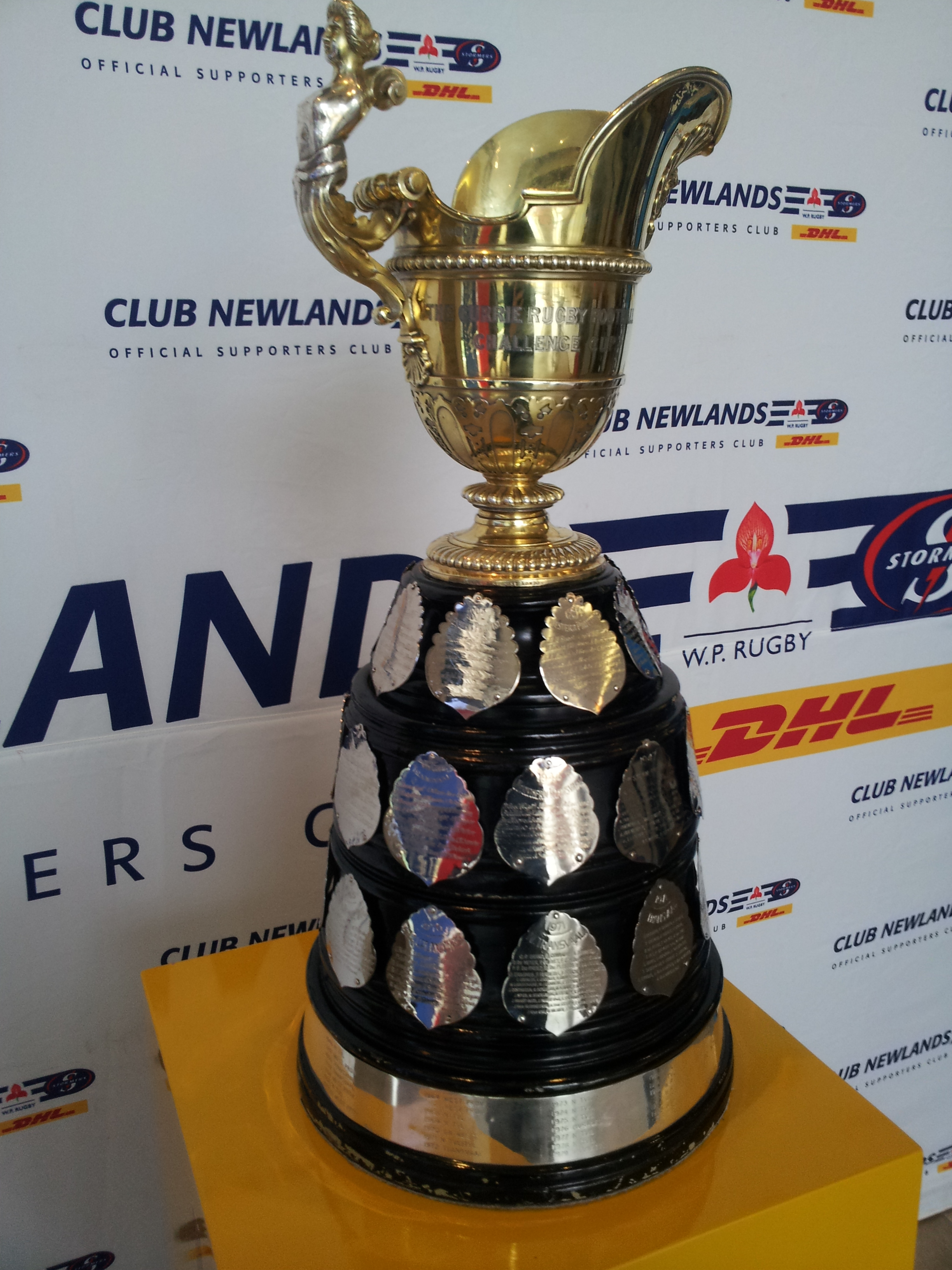
Trophäe des Currie Cups

Als die erste britische Mannschaft zu Spielen in Südafrika reiste, brachten sie auch einen goldenen Pokal mit. Stifter des Pokals war Sir Donald Currie, der Besitzer der Union-Castle Line, jener Reederei, mit der die Briten nach Südafrika gereist waren. Currie hatte die Anweisung gegeben, den Pokal jener Mannschaft zu überreichen, die am besten gespielt hatte und den besten Sportsgeist zeigte. Erster Gewinner des Pokals wurde schließlich Griqualand West. Die Mannschaft schenkte den Pokal dem Verband, damit regelmäßig um ihn gespielt werden konnte. 1892 fand das erste Turnier um den Currie Cup statt, das von Western Province gewonnen wurde.

## Meisterschaftsmodus
Der aktuell gültige Meisterschaftsmodus sieht vor, dass der Wettbewerb in zwei Divisionen aufgeteilt ist. Sieben Mannschaften spielen in der Premier Division um den Currie Cup. Die übrigen sieben Mannschaften spielen in der First Division um die Chance, in die Premier Division aufzusteigen. Der Modus wurde im Laufe der Jahre oft geändert.
Die Qualifikationsrunde besteht aus einer doppelten Round Robin, jede Mannschaft spielt je einmal zuhause und auswärts gegen alle anderen. Dies ergibt jeweils 24 Spiele in der Premier Division und in der First Division. Die Tabelle wird wie folgt berechnet:
- 4 Punkte bei einem Sieg
- 2 Punkte bei einem Unentschieden
- 0 Punkte bei einer Niederlage (vor möglichen Bonuspunkten)
- 1 Bonuspunkt für vier oder mehr erfolgreiche Versuche, unabhängig vom Endstand
- 1 Bonuspunkt bei einer Niederlage mit weniger als sieben Punkten Unterschied

Nach dem Ende der Round Robin treten die vier besten Mannschaften beider Divisionen in einem K.-o.-System gegeneinander an. Auf das Halbfinale folgt das Endspiel. Der Sieger des Endspiels der Premier Division gewinnt den Currie Cup. Ist im Finale nach der Verlängerung keine Entscheidung gefallen, so teilen sich beide Mannschaften den Meistertitel. Der Sieger des Endspiels der First Division spielt gegen den Letzten der Premier Division in einem Zweier-Playoff um den Aufstieg.

## Mannschaften

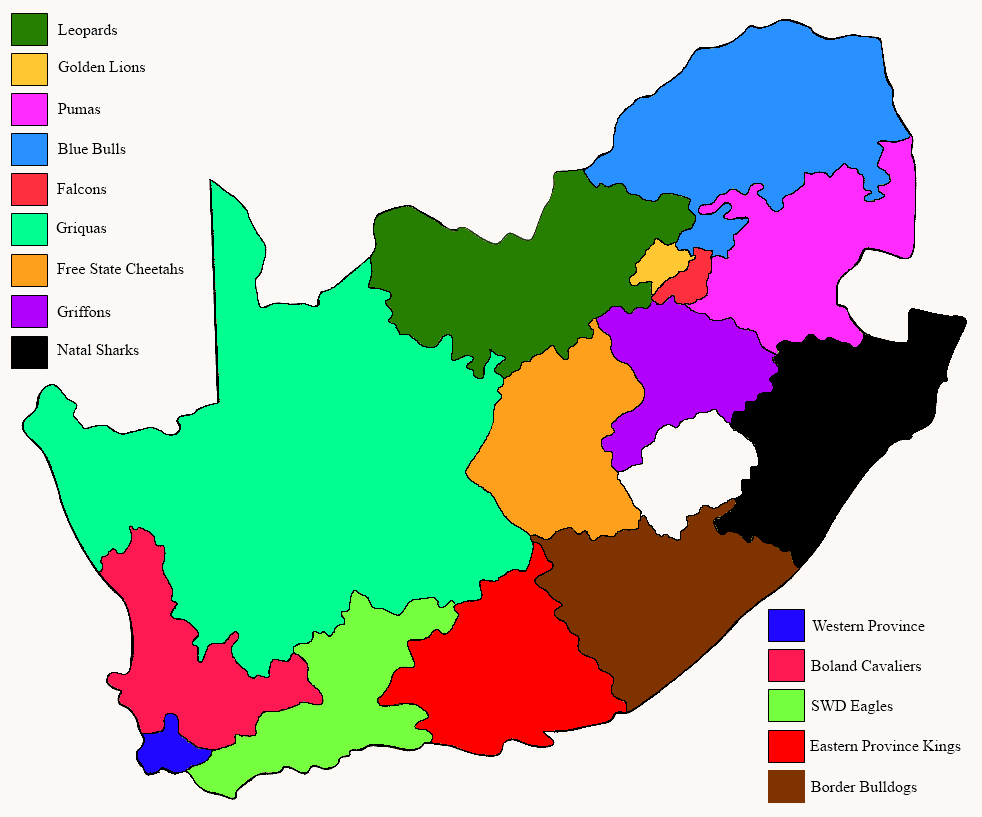
Karte der Regionalverbände

Zurzeit ist Südafrika in 14 Regionalverbände mit je einer Auswahlmannschaft unterteilt. Vier Verbände rekrutieren Spieler aus einer ganzen Provinz. 2016 und 2017 hat eine Auswahlmannschaft aus Namibia unter dem Namen Welwitschias an dem Wettbewerb teilgenommen, 2019 die Jaguares aus Argentinien und 2020 die Tbilisi Caucasians aus Georgien. 2022 nahmen die Black Lions aus Georgien, die Simbas aus Kenia und die Zimbabwe Goshawks aus Simbabwe an der First Division teil. 2023 waren die Welwitschias aus Namibia, Goshawks aus Simbabwe, Simbas aus Kenia und die San Clemente Rhinos aus Mexiko/Vereinigte Staaten in der First Division mit dabei.
- GWK Griquas – Nordkap (Heimspiele in Kimberley)
- Leopards – Nordwest (Heimspiele in Potchefstroom)
- Natal Sharks – KwaZulu-Natal (Heimspiele in Durban)
- Pumas – Mpumalanga (Heimspiele in eMalahleni)

Ostkap besitzt zwei Mannschaften:
- Border Bulldogs – Ostteil (Heimspiele in East London)
- Mighty Elephants – Westteil (Heimspiele in Port Elizabeth)

Auch der Freistaat besitzt zwei Mannschaften:
- Free State Cheetahs – Zentrum und Westteil (Heimspiele in Bloemfontein)
- Griffons – Ostteil (Heimspiele in Welkom)

Westkap besitzt drei Mannschaften:
- Boland Cavaliers – Nordteil (Heimspiele in Wellington)
- Eagles – Ostteil (Heimspiele in George)
- Western Province – Ballungsraum Kapstadt

Gauteng besitzt zwei Mannschaften, die ausschließlich Spieler aus dieser Provinz rekrutieren:
- Falcons – der East Rand und andere Gemeinden östlich und südlich von Johannesburg (Heimspiele in Brakpan)
- Golden Lions – Johannesburg und Gemeinden westlich davon (Heimspiele in Johannesburg)

Eine Mannschaft vertritt einen Teil von Gauteng und eine ganze Provinz:
- Blue Bulls – Pretoria, die zwei Gauteng-Gemeinden östlich davon sowie die ganze Provinz Limpopo (Heimspiele in Pretoria)

In der Premier Division spielen Blue Bulls, Free State Cheetahs, Golden Lions, Griquas, Natal Sharks und Western Province. In der First Division spielen Border Bulldogs, Eagles, Falcons, Griffons, Leopards, Mighty Elephants, Pumas und Boland Cavaliers.

## Meister
| - 1889: Western Province - 1892: Western Province - 1894: Western Province - 1895: Western Province - 1897: Western Province - 1898: Western Province - 1899: Griqualand West - 1904: Western Province - 1906: Western Province - 1908: Western Province - 1911: Griqualand West - 1914: Western Province - 1920: Western Province - 1922: Transvaal - 1925: Western Province - 1927: Western Province - 1929: Western Province - 1932: Border / Western Province - 1934: Border / Western Province - 1936: Western Province - 1939: Transvaal - 1946: Northern Transvaal - 1947: Western Province - 1950: Transvaal - 1952: Transvaal - 1954: Western Province - 1956: Northern Transvaal - 1957/59: Western Province - 1968: Northern Transvaal | - 1969: Northern Transvaal - 1970: Griqualand West - 1971: Transvaal / Northern Transvaal - 1972: Transvaal - 1973: Northern Transvaal - 1974: Northern Transvaal - 1975: Northern Transvaal - 1976: Orange Free State - 1977: Northern Transvaal - 1978: Northern Transvaal - 1979: Western Province / Northern Transvaal - 1980: Northern Transvaal - 1981: Northern Transvaal - 1982: Western Province - 1983: Western Province - 1984: Western Province - 1985: Western Province - 1986: Western Province - 1987: Northern Transvaal - 1988: Northern Transvaal - 1989: Northern Transvaal / Western Province - 1990: Natal Sharks - 1991: Blue Bulls - 1992: Natal Sharks - 1993: Transvaal - 1994: Transvaal - 1995: Natal Sharks - 1996: Natal Sharks | - 1997: Western Province - 1998: Blue Bulls - 1999: Golden Lions - 2000: Western Province - 2001: Western Province - 2002: Blue Bulls - 2003: Blue Bulls - 2004: Blue Bulls - 2005: Free State Cheetahs - 2006: Blue Bulls / Free State Cheetahs - 2007: Free State Cheetahs - 2008: Natal Sharks - 2009: Blue Bulls - 2010: Natal Sharks - 2011: Golden Lions - 2012: Western Province - 2013: Natal Sharks - 2014: Western Province - 2015: Golden Lions - 2016: Free State Cheetahs - 2017: Western Province Rugby - 2018: Natal Sharks - 2019: Free State Cheetahs - 2020–21: Blue Bulls - 2021: Blue Bulls - 2022: Pumas - 2023: Free State Cheetahs - 2024: Natal Sharks |

## Erläuterungen
1. ↑  Namibia to compete in enlarged Currie Cup. The Namibian, 6. August 2015, archiviert vom Original am 8. Dezember 2015; abgerufen am 6. August 2015 (englisch).
2. ↑  Rugbybase wil Curriebeker-reeks nou tot 15 spanne beperk. Netwerk24, 18. August 2015, abgerufen am 14. November 2018 (Afrikaans).
3. ↑  Georgian Rugby to enter team in Currie Cup. Rugbypass, 22. Dezember 2019, abgerufen am 20. Mai 2020 (englisch).
4. ↑  Herman Mostert: Georgia, Zimbabwe and Kenya join SA's Currie Cup structure. Netwerk24, 21. Februar 2022, abgerufen am 1. Juli 2022 (englisch).
5. ↑  Currie Cup First Division – Mzansi Challenge. South African Rugby Union, abgerufen am 24. Juni 2023 (englisch).
6. ↑  Western Province und Transvaal nahmen nicht teil
7. ↑  Heute Wildeklawer Griquas
8. ↑  Heute Golden Lions
9. ↑  Heute Border Bulldogs
10. 1 2 3 4 5 6  In dieser Saison konnte kein alleiniger Sieger ermittelt werden.
11. ↑  Heute Blue Bulls
12. ↑  Über zwei Saisons hinweg ausgetragen.
13. ↑  Heute Free State Cheetahs
14. ↑  Aufgrund der COVID-19-Pandemie in Südafrika zwischen November und Januar ausgetragen.